# 4897 Tomhamilton
A 4897 Tomhamilton (ideiglenes jelöléssel 1987 QD6) a Naprendszer kisbolygóövében található aszteroida. Eleanor F. Helin fedezte fel 1987. augusztus 22-én.